# Fundació Valvi
La Fundació Valvi és una fundació privada sense ànim de lucre situada a la ciutat de Girona i creada per Joaquim Vidal Perpinyà l'any 2004. Aquesta entitat destina els seus esforços a la promoció cultural de les comarques gironines, amb especial focus en l'art contemporani.
S'hi realitzen exposicions individuals i col·lectives de totes les disciplines i s'edita un catàleg en cada ocasió que conté un estudi de l'obra realitzat per diferents crítics i historiadors de l'art i que es regala als visitants. A més, també s'hi fan presentacions de llibres, recitals de poesia, conferències i taules rodones i concerts en petit format. L'entrada a les sales d'exposició i l'assistència a totes aquestes activitats és gratuïta.